# 盐河 (黄海)
盐河，是中国江苏省北部的一条独流入海水道，古名官河、亦称下中河，原为唐朝垂拱四年开凿的漕河，因以运盐为主，故名“盐河”。今盐河南起淮安市淮阴区杨庄盐河闸，向东北流经涟水县、灌南县、灌云县，于连云港市北部的新浦闸接大浦河经新沭河入黄海。全长152.43公里，流域面积506平方公里。